# Németh Gábor (színművész)
Németh Gábor (Debrecen, 1958. október 25. –) magyar színész, szinkronszínész

## Életpályája
Színművész. Pályáját diákszínjátszóként kezdte Debrecenben. A Bánki Donát Gépipari Műszaki Főiskolán szerzett gazdasági szervező diplomát, majd 1986-ban elvégezte a Színház- és Filmművészeti Főiskolát is. Tanárai:Major Tamás, Székely Gábor, Zsámbéki Gábor. A Szegedi Nemzeti Színház tagja volt 1989-ig, ezután a Ruszt József vezette Független Színpad művésze lett. Alakításaira az eszköztelenség jellemző. 1995-től szabadfoglalkozású színművész. Jelenleg a Karinthy Színházban játszik.

## Fontosabb színházi szerepei
- Shalom An-Ski: Dybuk...Reb Májer
- Alfred Jarry: Übü király...lengyel tüzérség; orosz hadsereg; matróz; pénzügyi
- Eugène Scribe: Egy pohár víz...Masham
- Friedrich Schiller: Don Carlos...Posa márki
- William Shakespeare: Hamlet...Horatio
- William Shakespeare - Kamondi Zoltán: Szentivánéji állomás...Gyalu
- William Shakespeare: III. Richárd...Gatesby; Clarence; II.polgár; Polgármester; Richmond
- Georg Büchner: Woyzeck...bolond
- Ivo Brešan: Díszvacsora a temetkezési vállalatnál...Kozlina
- Vörösmarty Mihály: Csongor és Tünde...Duzzog
- Szophoklész: Oidipus király...Kreon, tudós
- Molière: Tartuffe...Damis
- Csokonai Vitéz Mihály: Karnyóné szerelmei...Tiptopp
- Henrik Ibsen: Peer Gynt...Aslak; Fellah; Mr Cotton
- Nigel Williams: Az ötödik Ká...Ragya
- Martin Sherman: Hajlam...Greta
- Jaroslav Hašek - Verebes Károly: Az út, avagy Svejk a derék katona további kalandjai...szereplő
- Joseph Kesselring: Arzén és levendula...Roney (hadnagy)
- Karinthy Frigyes - Szakonyi Károly: Tanár úr, kérem!...Polgár Ernő
- Jean Poiret: Örült nők ketrece...Hentes
- Karinthy Márton: Lassú felmelegedés...Mórócz, tanácsadó
- Alfonso Pasolo: Ön is lehet gyilkos...Andres, segédfelügyelő
- William Somerset Maugham: Dzsungel...Whiters
- Gyárfás Miklós - Karinthy Márton - Vajda Anikó - Vajda Katalin: Butaságom története...Miniszter
- Vajda Anikó: Őrült nász, avagy esküvő a lokálban...Dr. Dupont (orvos)
- Vajda Anikó: Szerelem@Könyv.hu...Horváth úr
- Gábor Andor - Vajda Anikó - Cseke Péter: Dollárpapa...Kercseligethy Iván
- Jane Austen: Büszkeség és balítélet...Sir Lucas (ezredes)
- Vadnay László - Békeffi István - Márkus Alfréd: Tisztelt Ház...Selmeczi (úr)
- Moldova György: Te furcsa katona!...Hunyadi Béla, rendező; Egy katona
- Csurka István: Eredeti helyszín...I. Örömapa
- Mikszáth Kálmán: Szent Péter esernyője...Sztolarik (Wibra gyámapja)
- Fodor László: A templom egere...Félix
- J. M. Barrie: Egyenlőség...szereplő
- Vámos Miklós: Marilyn Monroe csodálatos halála...Titkosügynök (Hemingway, Rudolf Steiner, Főápoló)
- Nóti Károly: Süt a Hold...szereplő
- Vaszary Gábor: Klotild néni...Oszkár
- Karinthy Ferenc: Nők...Gyulavári
- Nóti Károly - Fényes Szabolcs - Szenes Iván: Nyitott ablak...Kovács úr (vendéglős, narrátor)
- Lengyel Menyhért: Róza...Mátyás (segéd)
- Marcel Achard: A bolond lány...Edouard Lablache (főügyész-helyettes)
- Aszlányi Károly: Péter, avagy szélhámos kerestetik...Igazgató
- Joe Orton: Szajré...Megdows
- Molnár Ferenc: ÖRDÖG... János/László férj

## Filmes és televíziós munkái
- Sortűz egy fekete bivalyért (1985)...Rozsdás
- Lutra (1986)
- Nyolc évszak 6. rész (1987)
- Vörös zsaru (1988)
- Csere Rudi (1988)
- Laurin (1989)...Nikolas
- Egy diáktüzér naplója (1992)
- Nyomkereső (1993)...Pap
- A három testőr Afrikában (1996)
- Kisváros (1996-2000)
- Titkos szeretők (2000)
- Stille Liebe (2001)
- A hídember (2002)...Somsich Pál
- Un fils de notre temps (Korunk fia)(2003)...Katona
- Hacktion: Újratöltve (sorozat) Bunda című rész (2013)...Nyomozó

## Szinkronszerepei

### Sorozatok
| - 112 – Életmentők: Martin Carstens – Joachim Raaf - A betolakodó: Rodrigo "Junior" Junquera – Guillermo García Cantú - A bosszú: Michael Davis – Alex Carter - A bosszú álarca: Vallejo (A bosszú álarca) – Raúl Durán - A bosszú angyala: Ernesto atya – Sergio Klainer - A csábítás földjén: Ventura Menchaca atya – Raúl Padilla "Chóforo" - A farm, ahol élünk: Jonathan Garvey – Merlin Olsen - A fiúk a klubból: James Stockwell rendőrfőnök – David Gianopoulos - A Grace klinika: Dr. Darren Parker – Steven Culp - A maharadzsa lánya: Baktiar Singh – Salim Ghouse - A sivatag szerelmesei: Kalir - A sors hullámain: Adolfo Úzcategui – Víctor Cámara - A szépség és a szörnyeteg: Bob Reynolds ügynök – Ted Whittall - A szökés: Daniel Hale – Danny McCarthy - A vipera: Jacinto (A vipera) – Israel Jaitovich - Acapulco öböl: Clarke – John Andrew Ryan - Az én kis Bushom (That's My Bush!): Karl Rove – Kurt Fuller - Andor: Kravas Drezzer – Lee Boardman - Bostoni halottkémek (Nyughatatlan Jordan): Jay Myers ügyész – Brian Stokes Mitchell - Bűvölet: Max Rudolph – Kaspar Capparoni - Clarissa: Marshall Darling – Joe O'Connor - Csernobil: Doktor – Ron Cook - Csillagközi szökevények: Scorpius - Wayne Pygram - Danielle Steel: Keresztutak: Gerhardt atya - Dr. Csont: Dr. Daniel Goodman – Jonathan Adams - Édes dundi Valentina: Jose Ignacio Pacheco – José Ángel Ávila - Észak és Dél (1985): Frederick Douglass – Robert Guillaume - Grimm: Sean Renard százados – Sasha Roiz - Így jártam anyátokkal: Marvin Eriksen – Bill Faggerbakke - Kachorra – az ártatlan szökevény: Chichilo Pichotela – Gino Renni | - Kemény motorosok: "Bobby Elvis" Munson – Mark Boone Junior - Linus és barátai: Biggen – Fridtjov Såheim - Már megint Malcolm: Craig Feldspar – David Anthony Higgins - Maricruz: Tobías (Maricruz) – Rafael Amador - Martin Chuzzlewit: Jonas Chuzzlewit – Keith Allen - Mesék a Végtelen történetből: Michael Bux – Noël Burton - Nash Bridges – Trükkös hekus (szinkron változat 1.): Harvey Leek – Jeff Perry - Night Man: Lt. Charlie Dann – Michael Woods - Ördögi kör: Cuchillo "Penge" – Juan Carlos Gutiérrez - Rex felügyelő: Fritz Kunz – Martin Weinek - Rosewood: Willet nyomozó – Anthony Michael Hall - Sarah Jane kalandjai (A bohóc napja): Odd Bob / Elijah Spellman / A tarka dudás - Bradley Walsh - Skorpió – Agymenők akcióban: Cabe Gallo – Robert Patrick - Soñadoras – Szerelmes álmodozók: Pedro Roque – Sergio DeFassio - Star Trek: Az új nemzedék: Lt. Commander Data – Brent Spiner - Szakadt szakasz: Ozzie Lee – Victor Togunde - Szerelem ajándékba: Bruno Romero – René Casados - Szeretni beindulásig: Óscar "Osky" Correa – Martín Pavlovsky - Szex és New York: Peter – David Healy - Szex és New York: Richard – Neal Jones - Szívtipró gimi: Tim Mason – Mark Owen-Taylor - Született detektívek: Detective Vince Korsak – Bruce McGill - Teresa: Armando Chávez Gómez – Juan Carlos Colombo - That's My Bush! (Az én kis Bushom): Karl Rove – Kurt Fuller - Tiltott szerelem: Hilmi Önal – Recep Aktug - Vad angyal: Ramón García – Gino Renni - Vámpírnaplók: Bill Forbes – Jack Coleman |

### Filmek
|
- A bátrak igazsága: Rady (Abátiga) – Tim Guinee
- A bukás – Hitler utolsó napjai: Heinz Linge kamaraszolga – Thomas Limpinsel
- A fekete lovag: Percival – Vincent Regan
- A Föld után: Velan parancsnok – Glenn Morshower
- A fülke: Ramey kapitány – Forest Whitaker
- A hazafi (2000): Charles O`Hara – Peter Woodward
- A híres Ron Burgundy legendája: Garth Holliday – Chris Parnell
- A királynő: Earl Charles Spencer (archív felvétel) – Earl Charles Spencer
- A kód neve: Merkúr: Francis SWAT kommandó vezetője – James MacDonald
- A közellenség: Sam Albert kongresszusi képviselő – Stuart Wilson
- A leggyorsabb indián: Earl (AleggyInd) – Eric Pierpoint
- A majmok bolygója: Tival – Erick Avari
- A megállíthatatlan (2008): Dan Boyle – Christian Stolte
- A mindenség elmélete: Technikus (A mindenség elmélete) – Will Barton
- A nemzet aranya: Titkok könyve: A Fehér Ház sajtófőnöke – Michael Stone Forrest
- A nyughatatlan: Ray Cash – Robert Patrick
- A rettegés arénája: Dressler (Arettarén) – Alan Bates
- A stepfordi feleségek: Ted Van Sant – Josef Sommer
- A szállító 2.: Dr. Sonovitch – George Kapetan
- A szövetség: M – Richard Roxburgh
- A tolmács: Jonathan Williams – Christopher Evan Welch
- A trükk: Danny Turner – George Worthmore
- A velencei kurtizán: Ramberti miniszter – Simon Dutton
- Államfőnök: Mr. Earl – Jude Ciccolella
- Amerikai pite 2.: Natalie apja – Larry Drake
- Amerikai pite 5. – Pucér maraton: Mr. Stifler – Christopher McDonald
- Az angol beteg: Muller őrnagy – Jürgen Prochnow
- Az elnök különgépe: Gibbs titkosügynök – Xander Berkeley
- Az elszánt diplomata: Arthur "Ham" Hammond – Richard McCabe
- Az óriás (The Mighty): Tornatanár
- Az Overlord hadművelet: Duchelle – Didier Sandre
- Az ördög háromszöge: Videós operatőr 2 – J. J. Abrams
- Az ördög ügyvédje: Larry, floridai riporter – Neal Jones
- Az utolsó légió: Vatrenus – Owen Teale
- Babe 2 – Kismalac a nagyvárosban: Snoop (hangja) – Bill Capizzi
- Bagger Vance legendája: Bobby Jones – Joel Gretsch
- Bel Ami – A szépfiú: Charles Forestier – Philip Glenister
- Benjamin közlegény: Kim Osaka – Keone Young
- Beverly Hills-i zsaru: Raktár biztonsági őre (Beverly Hills-i zsaru) – Rex Ryon
- Bridget Jones: Mindjárt megőrülök!: Giles Benwick – David Verrey
- Brooklyn mélyén: Bobby "Carlo" Powers – Vincent D’Onofrio
- Büszkeség és balítélet: Fitzwilliam ezredes – Cornelius Booth
- Bűvölet (1993): William Duff-Griffin – Tobin Bell
- Csillagkapu: Az igazság ládája: Doci - Julian Sands
- Danielle Steel: Családi album: Steven
- Daylight – Alagút a halálba: Weller – Nestor Serrano
- Die Hard – Drágán add az életed!: Eddie – Dennis Hayden
- Diszkópatkányok: Dooey – Colin Quinn
- Dr. Dolittle: Dr. Gene "Geno" Reiss – Richard Schiff
- Elfújta a szél: Brent Tarleton – Fred Crane
- Előre a múltba: Doug Snell – Don Stark
- Engedj be!: Az apa (Engedj be!) – Richard Jenkins
- Értelem és érzelem: Mr. Palmer – Hugh Laurie
- Észvesztő: Gilcrest professzor – Bruce Altman
- Fantomok: Hawthorne ügynök – Bo Hopkins
- Fekete könyv: Van Gein – Peter Blok
- Fékezhetetlen: Danny (Fékezh) – Chris McGarry
- Félix és Rose: Sergio – Sergi López
- G. I. Joe: A kobra árnyéka: Alkalmazott a Fehér Házban – Mark Hames
- Gazdátlanul Mexikóban: Monte (hangja) – Plácido Domingo
- Godzilla: Jimmy – Rich Battista
- Gonosz halott: Harold (Ed13) – Jim McLarty
- Ha ölni kell: Billy Ray Cobb – Nicky Katt
- Hajszál híján szeretem: Reggie – Miguel A. Núñez Jr.
- Hatodik érzék: Dr. Hill – M. Night Shyamalan
- Hitchcock: Geoffrey Shurlock – Kurtwood Smith

|
- Hóbortos vakáció: Ed Sanders – Carmine Caridi
- Holdhercegnő Pap a temetésen
- Hullámtörők Butch Flythe Joseph "Butch" Flythe
- Időzavarban Baste sheriffhelyettes Antoni Corone
- James Bond: Csak kétszer élsz 3-as ügynök Burt Kwouk
- James Bond: Holdkelte Scott ezredes Mike Marshall
- James Bond: Szigorúan bizalmas Erich Kriegler John Wyman
- JFK – A nyitott dosszié Bill Newman Vincent D`Onofrio
- JFK – A nyitott dosszié Harkness őrmester Red Mitchell
- Karibi vakáció Biztonsági őr Scott Adderley
- Kéjlak (2014) Hiram Fry Graham Beckel
- Kettős kockázat Cutter Michael Gaston
- Ki ez a lány? Eladó az ékszerboltban
- King Kong (2005) Vékony stúdiós Ric Herbert
- Kísértés két szólamban Luther Faizon Love
- Kőagy őrnagy Stone alezredes Michael Ironside
- Kutyába se veszlek (A veszett kutya) Ray Christian Clemenson
- Kutyám, Jerry Lee 2 Devon Lang Wade Williams
- Malac a pácban Homer Zuckerman Gary Basaraba
- Másnaposok szerencséje Főnök (Másnszer) Ian Roberts
- Mátrix Rhineheart David Aston
- Memphis Belle Sgt. Clay Busby Harry Connick Jr.
- Minden hájjal megkent hazug Rocco Malone Don Yesso
- Mint a hurrikán Carl Lewis John Doe
- Miss Potter Fruing Warne David Bamber
- Mission: Impossible III Kevin (Mission: Impossible III) Greg Grunberg
- Mr. Végzet Jackie Earle "Betonfejű" Bumpers Jay O. Sanders
- Nagy szemek Dick Nolan Danny Huston
- Nehéz idők Hollenbeck ügynök Michael Monks
- Novocaine Harlan Sangster Elias Koteas
- Paris Kardiológus (Paris) Hubert Saint-Macary
- Piaf Claude (Piaf) Laurent Schilling
- Poseidon Bradford kapitány Andre Braugher
- Rémálom az Elm utcában (szinkron változat 2.) Dr. King Charles Fleischer
- Rettegés Alex McDowell Andrew Airlie
- Robotzsaru (2014) Monroe tábornok Matt Cook
- Római ikervakáció Derek Hammond Julian Stone
- Röfitábor Troy apja (hangja)
- Salvador (1986) Jack Morgan; amerikai külügyminisztériumi elemző, CIA Colby Chester
- Segítség, kutya lettem! Klaus Kramer Axel Milberg
- Sikoly 2 Dwight "Dewey" Riley David Arquette
- Sok hűhó semmiért (1993) Hugh Oatcake Conrad Nelson
- Space Jam – Zűr az űrben Larry Bird Larry Bird
- SpongyaBob: Ki a vízből! Plankton Mr. Lawrence
- Szabadítsátok ki Willyt! 3. Sanderson (SzkiWillyt) Peter LaCroix
- Szakíts, ha bírsz Dennis Grobowski Vincent D`Onofrio
- Személyes vonatkozás Edző (Szemvon) Garry Chalk
- Szemtől szemben (1995) Schwartz Jerry Trimble
- Szigorúan bizalmas Kapitányhelyettes Jack Conley
- Terminál Mulroy Chi McBride
- Terminátor – A halálosztó (szinkron változat 2.) Hal Vukovich nyomozó Lance Henriksen
- Terminátor 3.: A gépek lázadása Dühös férfi Billy D. Lucas
- Titkos gyilkos mama Herbie Hebden Richard Pilcher
- Tolvajtempó James Lakewood Arye Gross
- Több, mint sport Lloyd Boone Brett Rice
- Tökéletes másolat Harvey Richard Conti
- Traffic (2000) Bill Weld Bill Weld
- Twister Joey Joey Slotnick
- Üzenet a palackban Johnny Land John Savage
- Vállalati csalódások Conal (Vállcsal) Tom Kemp
- Vanília égbolt Dr. Pomeranz Armand Schultz
- Veszett vad Bobby More José Zúniga
- Wimbledon – Szerva itt, szerelem ott Vezetőbíró a döntőben Barry Lee-Thomas
- Winnetou: Az Ezüst-tó kincse (2016) Wotan Wilke Möhri
- Zuhanás (1999) Tad Baker Brian Schwary
- Zsaru pánikban Howard (Zsapán) Paul Ben-Victor

|}

### Rajzfilmsorozatok
- Az igazság ligája/Az igazság ligája: Határok nélkül: Aquaman, Zöld Íjász
- Bleach: Tsukabishi Tessai
- Candy Candy: William Albert Andrew Ardlay – Makio Inoue
- Gumball csodálatos világa: Mr. Nigel Brown (3–6. évad)
- Hellsing: Enrico Maxwell
- MacsEb: Macs
- SpongyaBob Kockanadrág: Plankton (4-14. évad 10. részéig) – Mr. Lawrence
- Tini nindzsa teknőcök: Bebop
- X-men (1992): X professzor (1-2 évad)
- Krétazóna: Skrawl – Jim Cummings
- Star Wars: Látomások: Valco – Takaya Kamikawa (japán) – Cary-Hiroyuki Tagawa (angol)

### Rajzfilmek
- Cápamese: Nagy fehér cápa 2 – James Madio
- Robotok: Pózna – Harland Williams
- Robotok: Tűzcsap – Jay Leno
- Susi és Tekergő: Állatkereskedő
- Vad galamb: Csipcsup – Brian Lonsdale
- Wallace és Gromit és az elvetemült veteménylény: PC Mackintosh – Peter Kay